# Machcino
Machcino – wieś sołecka w Polsce położona w województwie mazowieckim, w powiecie płockim, w gminie Bielsk.
W skład sołectwa Machcino wchodzi także wieś Machcinko.
Wieś prywatna Królestwa Kongresowego, położona była w 1827 roku w powiecie płockim, obwodzie płockim województwa płockiego. W latach 1975–1998 miejscowość administracyjnie należała do województwa płockiego.
Ludność:
Według Narodowego Spisu Powszechnego Ludności i Mieszkań z 2011 roku liczba ludności we wsi Machcino to 301, z czego 47,8% mieszkańców stanowią kobiety, a 52,2% ludności to mężczyźni. Miejscowość zamieszkuje 3,3% mieszkańców gminy Bielsk. W miejscowości znajduje się około 75 zamieszkałych posesji. 
Przemysł:
W latach 70. XX wieku nastąpił rozwój gospodarczy. Funkcjonowała szkoła podstawowa, przedszkole, Spółdzielnia Kółek Rolniczych, Magazyn Zbożowy, a Gminna Spółdzielnia „Samopomoc Chłopska” (tzw. GS) prowadziła sklep i klub. Wraz upadkiem ustroju socjalistycznego instytucje te stopniowo popadały w degradację, a następnie zostały zlikwidowane. W latach 80. działała przez kilka lat prywatna kopalnia piasku i żwiru. Likwidacja szkoły podstawowej nastąpiła po reformie szkolnej w 1999 r. i była następstwem utworzenia gimnazjów w pobliskich miejscowościach Zągoty i Ciachcin.
W obecnej chwili w Machcinie znajduje się jedna elektrownia wiatrowa, zakład blacharsko-lakierniczy, zakład obróbki metali, firma budowlana, kilka gospodarstw rolnych.
Zaopatrzenie w wodę jest realizowane poprzez wodociąg gminny. Brak instalacji odprowadzającej zbiorowo ścieki.
Położenie:
Miejscowość znajduje się w północno-zachodniej części województwa mazowieckiego. Współrzędne GPS to E 19.750556, N 52.631667. Przez miejscowość przebiega droga powiatowa 5201W z Płocka w kierunku Sierpca
Historia:
W wykazie właścicieli majątków ziemskich z 1909 r. jako właściciel Machcina-Machcinka jest wymieniony Jan Pruski. Następnie powyższy majątek wraz z modrzewiowym dworkiem należał do Konstantego Tabęckiego. Po zakończeniu II wojny światowej majątek upaństwowiono. W marcu 1946 r. grunty rolne należące go majątku rozparcelowano i podzielono wśród chłopów z Machcina, Machcinka i Bronowa-Zalesia.